# Lijst van beschermd erfgoed in Opzullik
Onderstaande tabel geeft een overzicht van de beschermde erfgoederen in de gemeente Opzullik. Het beschermd erfgoed maakt deel uit van het cultureel erfgoed in België.
| Object | Bouwjaar/architect | Deelgemeente | Adres                    | Coördinaten                   | Nummer?                | Afbeelding |
| --- | ------------------ | ------------ | ------------------------ | ----------------------------- | ---------------------- | --- |
| Vallei aan de zuidwestrand van het bos van Cambron (landschap) |                    | Thoricourt   | L'Ermitage               | 50° 37' 16" NB, 3° 57' 44" OL | 55039-CLT-0002-01 Info | |
| Heilig-Maagdkerk: oudste delen, namelijk het schip, de zijbeuk en de toren (monument); het ensemble van deze kerk, de begraafplaats, de lindenlaan en de omsluitende muur (landschap)       |                    | Zullik       | Place de Bassilly        | 50° 40' 22" NB, 3° 56' 11" OL | 55039-CLT-0003-01 Info | |
| Sint-Amanduskerk (monument) |                    | Hellebeek    | Rue Chef-Lieu 31         | 50° 39' 47" NB, 3° 53' 20" OL | 55039-CLT-0004-01 Info | Sint-Amanduskerk (monument) |
| Kerk Sint-Maurits en Gezellen (monument) |                    | Hove         | Chaussée d'Enghien       | 50° 40' 14" NB, 4° 2' 7" OL   | 55039-CLT-0005-01 Info | Kerk Sint-Maurits en Gezellen (monument) |
| Sint-Mauritskerk, kerhof en kerkhofmuur (landschap) |                    | Hove         | Chaussée d'Enghien       | 50° 40' 13" NB, 4° 2' 5" OL   | 55039-CLT-0006-01 Info | Sint-Mauritskerk, kerhof en kerkhofmuur (landschap) |
| Motte nabij de kasteelhoeve en de kerk (landschap) |                    | Hove         | Chaussée d'Enghien       | 50° 40' 15" NB, 4° 2' 5" OL   | 55039-CLT-0007-01 Info | |
| Kasteel van Thoricourt: gevel en daken, bijgebouwen en oranjerie, interieur en exterieur van de kapel, de schandpaal (monument); ensemble van het kasteel en de omliggende park (landschap) |                    | Thoricourt   | Rue de Silly 17          | 50° 37' 2" NB, 3° 57' 11" OL  | 55039-CLT-0008-01 Info | Kasteel van Thoricourt: gevel en daken, bijgebouwen en oranjerie, interieur en exterieur van de kapel, de schandpaal (monument); ensemble van het kasteel en de omliggende park (landschap) |
| Kasteel van Launois: toren (monument) |                    | Thoricourt   | Rue du Noir Jambon 17-19 | 50° 36' 51" NB, 3° 57' 34" OL | 55039-CLT-0010-01 Info | |
| Gedeelte van het Park van Edingen (landschap) |                    | Hove         |                          | 50° 41' 32" NB, 4° 2' 27" OL  | 55039-CLT-0013-01 Info | |